# Konkordat Crne Gore i Svete Stolice
Konkordat Crne Gore i Svete Stolice je međudržavni ugovor Kneževine Crne Gore i Svete Stolice koji je definirao status rimokatolika u crnogorskoj državi. Ugovor je potpisan 18. kolovoza 1886., a ratificiran 7. listopada 1886. godine.
To je prvi konkordat u svjetskoj povijesti između Svete Stolice i neke dominatno istočno-pravoslavne kršćanske zemlje.[nedostaje izvor]
Ispred crnogorske kneževine konkordat je potisao Jovan Sundečić, dvorski tajnik (pisac teksta za himnu Ubavoj nam Crnoj Gori), a ispred Svete Stolice kardinal Jacobini, dok je glavni posrednik tijekom pregovora bio biskup Josip Juraj Strossmayer.
U uvodnom dijelu crnogorska država garanitira slobodu vjeroispovijesti za svoje građane rimokatoličke vjere, poglavito Hrvate i Albance, njih par tisuća.
Sveti otac se obvezao da će posredno konzultirati crnogorskoga monarha prije imenovanja nadbiskupa u Baru (Barska nadbiskupija) da "vidi ima li čina ili razloga političke ili građanske naravi koji bi se tome protivili" (članak 2).
U crkvenim je poslovima nadbiskup barski bio izravno podređen Svetoj Stolici, ali je crnogorskom monarhu polagao prisegu vjernosti (čl.3).
Crnogorska se država obvezala barskom nadbiskupu isplaćivati godišnje 5000 franaka (čl.4).
Nadbiskup barski je župnike postavljao u sporazumu s crnogorskom Vladom (Ministarski savjet), ali iznimno u slučajevima kada se radiilo o osobama koje nisu bile crnogorski državljani, dok bi u slučaju crnogorskih građana bio u obvezi samo dostaviti ukaz u imenovanju.
Poglavar Barske nadbiskupije upravlja (citat crnogorski) "vjerozakonskim obučavanjem katoličke mladi, po svijem školama i u sporazumu s Vladom", dok je učitelj ili svećenik angažiran za te svrhe bio izjednačen u financijskoj smislu s državnim učiteljima (čl.7).
Crnogorska je država priznavala brak sklopljen u katoličkoj Crkvi (čl.9), te presuđivanje u građanskim parnicama - ako to nije precizirano građanskim zakonicima (čl.10).
Barska nadbiskupija je bila dužna pojati molitvu za crnogorskoga monarha (Gospodi spasi Knjaza) i to na "staroslavenskom jeziku" (u izvorniku: "staroslovenskom jeziku") (čl.11).
Ugovorom je regulirano i da će crnogorska Vlada, u dogovoru s barskim nadbiskupom u prvih pet godina na školovanje u Rim slati po dva, a kasnije po jednoga mladića, koji u Rimu moraju učiti i srpski jezik (kako piše u izvorniku u 12. članu).
Već sutradan po ratificiranju Konkordata, 8. listopada 1886. godine, papa Lav XIII. je izdao dekret o razdvajanju Barske od Skadarske nadbiskupije. Na prijedlog biskupa Strossmayera, uz suglasnost crnogorskog monarha Nikole I. Petrovića, imenovan je franjevac Šimun Milinović za nadbiskupa barskoga.

## Vanjske poveznice
- (cg.) Pobjeda[neaktivna poveznica] Crnogorski predsjednik u susretu s Svetim ocem evocira činjenice o Konkordatu Crne Gore i Vatikana iz 1886.g., 17. siječnja 2006.